# Darksiders III
Darksiders III — компьютерная игра в жанрах слешер, action RPG и action-adventure. Разработчиком игры выступила студия Gunfire Games, а издателем — компания THQ Nordic. Игра вышла на платформах PlayStation 4, Xbox One и Windows в 2018 году, и в облачном сервисе Stadia и на консоли Nintendo Switch в сентябре 2021 года. Darksiders III является продолжением компьютерной игры Darksiders II и третьей частью серии игр Darksiders.

## Игровой процесс
Игра представляет из себя action-RPG с видом от третьего лица, в которой игрок, в роли Ярости, одного из Четырёх Всадников Апокалипсиса, исследует руины постапокалиптической Земли, чтобы выследить и уничтожить Семь Смертных Грехов.
Боевая система больше не ориентирована на комбо с разнообразными наземными и воздушными приёмами, счётчик ударов также был убран в этой части. Вместо этого она стала более медленной, приземленной и методичной (по типу игр Souls-like), уделяя большое внимание уклонениям и контрприёмам. Игрок может выбрать между уничтожением врагов, разбросанных по открытому миру, или просто пройти мимо них.
Система улучшений теперь является основной механикой игры. Враги, как и в первой Darksiders, роняют души при убийстве, однако все души продадут, если игрок умрёт. Они принимают форму светящейся голубой сферы, которая будет расположена рядом с местом смерти игрока. Для возврата утраченных душ сферу нужно уничтожить. Души используются в качестве валюты. Достигнув контрольной точки, игрок может поговорить с Вульгримом и обменять их на очки, которые можно потратить на повышение здоровья или урона.
Оружие может быть улучшено, если снабдить его рунами. Их можно улучшить, поговорив с Ультаном и предоставив ему соответствующие материалы, которые можно собрать, исследуя различные зоны в игре.
Сложность игры повышается каждый раз, когда Ярость убивает одного из Грехов, а все враги в игре получают баффы, соответствующие её уровню.

## Сюжет
Ярость, сестра Войны и одна из Четырёх Всадников Апокалипсиса, получает задание от Обугленного Совета: отыскать и пленить Семь смертных грехов. В помощь ей приставляют Наблюдателя, а также скакуна под именем Буйство.
На Земле Ярость сталкивается с Завистью и забирает у неё магический амулет. Затем она отправляется в Убежище, где заключает соглашение с Ультейном: помощь в обмен на сведения о грехе Гнев. Ярость находит Гнев, но в результате жестокой схватки её скакун погибает, а сама она получает тяжёлые ранения. Её затягивает в Пустоту, где Повелитель Пустот устраивает ей испытание и снабжает новым оружием.
Ярость продолжает свою миссию, сражаясь с Алчностью, Похотью и другими грехами. В процессе она начинает сомневаться в праведности пути, который насаждает Обугленный Совет. В битве с Гордыней выясняется, что Совет сам выпустил грехи на свободу. Выяснилось, что настоящая Зависть скрывалась под личиной Наблюдателя, после чего та вырвалась на свободу и отобрала амулет у Ярости.
Ярость решает уничтожить Зависть и бросает вызов Совету. После победы она отказывается от дальнейшего служения Совету и становится защитником людей, ведя их в безопасное место. В это время Убежище атакуют демоны Разрушителя, и Ультейн сдерживает наступление. Перед уходом Всадник узнаёт, что под личиной одного из выживших скрывался присоединившийся к битве Раздор. Перед финальными титрами Королева демонов Лилит приходит на аудиенцию к неизвестному, который попрекает её провалом в борьбе с Повелителем Пустот, но предрекает скорое возвращение Войны на Землю и последующее падение власти Обугленного Совета.

## Разработка
Третья часть серии Darksiders планировалась ещё оригинальным разработчиком первых двух частей компанией Vigil Games, однако к этому времени владелец студии, издатель THQ, проходил процедуру банкротства. Активы издателя были выставлены на аукцион в апреле 2013 года. Многие компании, включая Platinum Games и Crytek USA, выразили заинтересованность приобрести франшизу. 22 апреля 2013 года права на Darksiders, а также Red Faction и MX vs. ATV были приобретены Nordic Games. 14 июня 2013 года представитель Nordic Games заявил в интервью Joystiq, что «фанатам не стоит ждать Darksiders III по крайне мере ещё два года».
2 мая 2017 года Darksiders III появился в онлайн-магазине Amazon.com. Соответствующий пресс-релиз игры был издан в тот же день издателем THQ Nordic. Разработка игры была поручена Gunfire Games, в которую входят множество бывших разработчиков первых двух игр из Vigil Games. Игра вышла 27 ноября 2018 года. 20 декабря 2018 было опубликовано обновление, добавляющее «Классический режим», который приближен к игровому процессу первых частей.
14 сентября 2021 года игра вышла в облачном сервисе Stadia, а 30 сентября — на гибридной консоли Nintendo Switch.

## Отзывы
| Сводный рейтинг | Сводный рейтинг | Сводный рейтинг | Сводный рейтинг |
| Издание         | Оценка          | Оценка          | Оценка          |
| Издание         | PC              | PS4             | Xbox One        |
| --------------- | --------------- | --------------- | --------------- |
| GameRankings    | 69,71 %         | 61,48 %         | 69,30 %         |

## Продолжение
В 2019 году был выпущен спин-офф серии под названием Darksiders Genesis, который разработала студия Airship Syndicate и является приквелом ко всей серии. Игра является action-RPG с видом сверху, а главным героем является Раздор, один из второстепенных персонажей Darksiders III, а также один из Всадников.
1 августа 2024 года, в рамках презентации THQ Nordic Digital Showcase, была анонсирована новая часть Darksiders. За её разработку вновь отвечает Gunfire Games.